# Wake the Sleeper
Wake the Sleeper – dwudziesty pierwszy album studyjny zespołu Uriah Heep, grającego rock progresywny. Jest to pierwszy studyjny album tego zespołu od wydanego w 1998 roku Sonic Origami. Jest to również pierwszy album nagrany bez ich wieloletniego perkusisty Lee Kerslake'a, który odszedł od zespołu w związku z chorobą serca.
Album wydany został 2 czerwca 2008 roku (w Europie) i 26 sierpnia 2008 (w USA). Album poza edycją na CD ukazał się również w postaci 12-calowego krążka winylowego.
Określono go jako reprezentującego m.in. gatunki hard rock, rock progresywny, heavy metal i art rock.

## Lista utworów
1. "Wake the Sleeper" (Box/Lanzon) - 3:33
2. "Overload" (Box/Lanzon) - 5:58
3. "Tears of the World" (Box/Lanzon) - 4:45
4. "Light of a Thousand Stars" (Box/Lanzon) - 3:57
5. "Heaven's Rain" (Box/Lanzon) - 4:16
6. "Book of Lies" (Box/Lanzon) - 4:05
7. "What Kind of God" (Box/Lanzon) - 6:37
8. "Ghost of the Ocean" (Box/Lanzon) - 3:22
9. "Angels Walk With You" (Bolder) - 5:24
10. "Shadow" (Lanzon) - 3:35
11. "War Child" (Bolder/Gallagher) - 5:07

## Skład zespołu
- Mick Box – gitara,
- Trevor Bolder – bas,
- Phil Lanzon – instrumenty klawiszowe,
- Bernie Shaw – wokal
- Russell Gilbrook – perkusja,